# Dvoživke
Dvoživke (razred Amphibia; iz grških besed αμφις »oboje« in βιος »življenje«) so takson živali, ki vključuje vse živeče tetrapode (štirinoge vretenčarje), ki nimajo amniotskih jajc, so ektotermni (z nestalno telesno temperaturo) in v splošnem del svojega življenja preživijo na kopnem. Večina dvoživk ni prilagojenih na popolnoma kopensko življenje, kot je značilno za večino drugih modernih tetrapodov (amniotov). Dvoživke lahko dihajo skozi kožo, zato so zelo občutljive na dotik in se jih ne smemo dotikati.
Danes na svetu živi skoraj 9.000 znanih vrst dvoživk. Njihovo preučevanje se skupaj s preučevanjem plazilcev imenuje herpetologija. Večina dvoživk živi ob vodah v tropskem in zmernem podnebju, nekatere pa so prilagojene na mraz in sušo. Življenjski krog večine dvoživk poteka od vodne ličinke, ki diha s škrgami, do odrasle kopenske živali, ki diha s pljuči.

## Telesna zgradba
Skoraj vse dvoživke imajo dva para okončin, izjema so le breznogi sleporili in nekateri močeradi. Sprednje noge imajo praviloma po štiri in zadnje po pet prstov brez krempljev, vendar je število pri nekaterih predstavnikih reducirano. Breznoge dvoživke se po površju premikajo z valovitim gibanjem telesa, pod zemljo pa rijejo podobno kot deževniki – z zaporednim krčenjem podkožnih mišic od glave navzdol. Žabe imajo običajno večje zadnje noge, posebej pri vrstah, ki se premikajo s skakanjem in plavanjem. Na stopalih imajo lahko, odvisno od načina življenja, priseske za plezanje, otrdele grče za kopanje ali plavalno kožico. Pri večini močeradov so vse okončine približno enako velike in izraščajo pod pravim kotom na telo. Podobno kot njihovi predniki, ribe mesnatoplavutarice, se po kopnem premikajo tako, da iztegujejo vsako nogo posebej. Drevesni močeradi imajo dolge okončine z zadebelitvami na prstih in oprijemalne repe za plezanje. Vodni močeradi in paglavci žab imajo rep s hrbtno in trebušno plavutjo, s katerim za poganjanje naprej zamahujejo na stran. Odrasle žabe nimajo repov, sleporili pa imajo zelo kratke.
Močeradi uporabljajo svoj rep za obrambo in ga ob nevarnosti odvržejo (ta proces imenujemo avtotomija). Pogosto odvržen rep trza, kar zamoti napadalca in da priložnost živali za pobeg. Tako rep kot noge lahko znova zrastejo. Pri žabah so regeneracije sposobni le paglavci.

### Skelet
Okostje dvoživk je homologno tistemu pri ostalih tetrapodih. Njihove kosti so votle in lahke, a povsem okostenele, s hrbtenico, ki ji gibljivost dajejo vretenca s prepletajočimi se izrastki. Dobro razvit medenični obroč se pritrja na hrbtenico s parom križničnih reber. Črevnica je usločena naprej, tako da dvoživke držijo trup bližje tlom kot denimo sesalci.

### Obtočila in dihala
Pljuča dvoživk so enostavnejša kot pri amniotih, z le nekaj pregradami in velikimi pljučnimi mešički, zaradi česar je izmenjava plinov z difuzijo počasnejša. Predihavanje izvajajo z ritmičnim stiskanjem dna ustne votline, ki se razširi kot mehur. Večina dvoživk pa je sposobna izmenjevati pline tudi z difuzijo skozi kožo. Ta je močno ožiljena in je vedno vlažna, kar omogoča, da se kisik dovolj učinkovito prenaša. Koncentracija kisika v plasti vode, ki je v stiku s kožo, je povečana pri nizkih temperaturah in visokih pretokih, tako da lahko dvoživke v teh razmerah dobijo dovolj kisika brez pljučnega dihanja. Tudi pri nekaterih majhnih vrstah je prenos iz zraka, kjer je kisik bolj koncentriran, zadosten, kot na primer pri močeradih brezpljučarjih. Številni vodni močeradi in vse žabe imajo kot ličinke škrge za dihanje. Nekatere vrste, kot sta aksolotl in človeška ribica, živijo pod vodo vse življenje in ohranijo škrge tudi kot odrasli.
Zaradi prehoda iz vodnega v pol-vodno okolje se krvožilje (obtočila) ličink in odraslih razlikujeta. Pri ličinkah (denimo žabjih paglavcih) so obtočila podobna ribjim z dvoprekatnim srcem, ki črpa kri skozi škrge, kjer se nasiči s kisikom, nakar potuje skozi telo in se vrne v srce v enem krogu. Odrasle dvoživke, posebej žabe, namesto škrg razvijejo pljuča. Njihovo srce je iz enega prekata in dveh preddvorov. Ko se prekat skrči, potuje deoksigenirana kri skozi plučno arterijo v pljuča in nato po preostanku telesa. Srčni prekati so oblikovani tako, da se toka oksigenirane in deoksigenirane krvi le malo mešata.

### Koža
Koža je tanka, sluzasta (veliko sluznih žlez) in vlažna, saj opravlja tudi nalogo dihala. Je brez varovalnih lusk ali dlak. Prepušča vodo, in čeprav številne sluzne žleze skrbijo, da je stalno vlažna, se večina dvoživk v suhem okolju hitro izsuši. Pri nekaterih vrstah so prisotne tudi strupne žleze, mnoge izmed njih pa izločajo tudi snovi, ki so za plenilce neokusni. Strupene vrste so pogosto živo obarvane.
Mnoge vrste skozi kožo tudi dihajo, zato mora biti ta stalno vlažna. V krvni obtok sprejemajo kisik in izločajo ogljikov dioksid. Koža je zelo tanka in le nekaj plasti celic pod površjem je prepredenih s krvnimi žilami, kar omogoča izmenjavo plinov.

### Živčevje in čutila
Živčevje je v osnovi enako kot pri ostalih vretenčarjih, z možgani, ki se nadaljujejo v hrbtenjačo, iz katere izhajajo živci in oživčujejo telo. Možgani so razmeroma preprosto grajeni, a imajo enake regije kot plazilčji, ptičji in sesalčji. So podolgovate oblike (razen pri sleporilih). Domnevajo, da njihova češerika izloča hormone, udeležene pri uravnavanju hibernacije in estivacije.
Paglavci imajo ohranjeno pobočnico kot ribji predniki, ki pa pri odraslih kopenskih dvoživkah zakrni. Mnogi vodni močeradi in nekateri sleporili imajo elektroreceptorje, imenovane ampularni organi, s katerimi se orientirajo pod vodo. Žabe imajo dobro razvite slušne organe. So brez uhljev, bobnič je na površju glave tik za očesom. Zvok zaniha bobnič in nihanje se prenese prek ene slušne koščice do notranjega ušesa. Njihova posebnost je dvojni mehanizem za zaznavanje različnih tonov: uho v mirovanju dobro prenaša zvoke višjih tonov, kakršne žabe uporabljajo za sporazumevanje, ko pa se skrči posebna mišica v glavi, se primakne druga slušna koščica, ki je povezana s kostmi ramenskega obroča. To poveča togost sistema, s čimer ta preklopi na prevajanje nižjih frekvenc prek zraka in tudi tal. Močeradi, pupki in sleporili se ne sporazumevajo z zvokom in njihova ušesa so manj razvita.
Oči dvoživk predstavljajo vmesno stopnjo razvoja kompleksnih vretenčarskih oči. Omogočajo barvni vid in uravnavanje globinske ostrine. Paglavci imajo oči brez vek, med preobrazbo pa roženica postane obokana, leča se splošči in razvijejo se veke s pripadajočimi žlezami.

## Življenjski krog
Pri večini dvoživk se izmenjujeta vodni in kopenski razvojni stadij, po čemer so dobile tudi ime. Domnevno predniški način (torej tak, ki ga je uporabljal zadnji skupni prednik vseh dvoživk) je, da samica izleže jajčeca v sladkovodno okolje, kjer se izležejo ličinke – paglavci z zunanjimi škrgami – in zaključijo razvoj v vodi, po preobrazbi v odrasle živali pa preidejo na kopno. Med izjemami so brezpljučarji in nekatere žabe, pri katerih ličinka konča ves svoj razvoj v jajčecu in se izleže kot odrasla žival, tako da nimajo prostoživečega vodnega stadija. Na drugi strani so nekateri repati krkoni, kot so nekturji, ki vse življenje ostanejo v vodi in tudi kot odrasle živali ohranijo škrge. Ker razvoj poteka na prostem izven materinega telesa, je močno odvisen od razmer v okolju.
Pri sleporilih in repatih krkonih je oploditev notranja, pri žabah pa zunanja. Paritveni čas pri dvoživkah je pomlad in jesen, pri nekaterih vrstah tudi poletje, parjenje po navadi poteka v vodi. Pri živorodnih dvoživkah poteka razvoj v notranjosti materinega telesa. V Sloveniji je edina živorodna vrsta planinski močerad.

## Ekologija
Kot pove že ime so dvoživke prilagojene življenju v dveh različnih okoljih, v vodi in na kopnem. Izjema so živorodne vrste, ki se ne razvijajo v vodi. Odrasle dvoživke se prilagodijo različnim življenjskim prostorom. Nekatere vodne dvoživke med zimo mirujejo zarite v listje na bregu ali pa v mulju. Večina kopenskih vrst živi vsaj v bližini sladkovodnih teles, saj so na vodo vezane za razmnoževanje, le nekatere odlagajo jajca na kopno in jim aktivno vzdržujejo vlažnost. Nobena dvoživka ni morska, delna izjema je peščica vrst, ki je prilagojena na polslane (brakične) habitate.
Razen redkih izjem so vse odrasle dvoživke plenilske. Hranijo se z vsem, kar se premika in je dovolj majhno, da lahko požrejo. Glavnino prehrane predstavljajo majhne živali, ki se ne premikajo prehitro, kot so hrošči, gosenice, deževniki in pajki. Iztegljiv jezik za lov je značilnost nekaterih kopenskih dvoživk.
Dvoživke same imajo mehko telo s tanko kožo, brez bodic, krempljev ali oklepa, zaradi česar so ranljive za večje plenilce. Kljub temu niso brez obrambnih mehanizmov. Sluz, ki jo izločajo na površje, jih napravi spolzke, zaradi česar jih plenilec težko zagrabi. Zaradi kemične sestave je lahko tudi neokusna za plenilca in odvrača napad. Bolj konkretno obrambno vlogo imajo razni strupi, ki jih nekatere dvoživke izločajo iz žlez na površini telesa, kljub omejenemu razponu raziskav je bilo identificiranih že več sto različnih. Segajo od blagih iritantov do izjemno močnih strupov, ki jih mnoge vrste oglašujejo s svarilno obarvanostjo – predvsem strupene tropske žabe so znane po izjemno pestrih barvnih vzorcih, ki se jih plenilci naučijo izogibati. Poseben primer so vrste, ki se sicer zanašajo na varovalno obarvanost, a imajo tudi strupne žleze. Tak primer so urhi, ki se le ob napadu refleksno zvijejo ali obrnejo tako, da pokažejo živo obarvan trebušni del telesa. Domnevajo, da se je iz tako obarvanih prednikov razvila svarilna obarvanost celotnega telesa; slednja je dolgo veljala za paradoks, saj živa barva ne pomeni evolucijske prednosti, če naiven plenilec strupeno dvoživko ob napadu ubije. Šele delna svarilna obarvanost, vidna le ob napadu, je omogočila postopen razvoj izogibanja pri plenilcih.

## Taksonomija
Znanstveno ime Amphibia je izpeljano iz starogrške skovanke ἀμφίβιος (amphíbios), kar dobesedno pomeni »obojevrstno življenje« (ἀμφί – obojevrstno in βίος – življenje). Izraz so sprva uporabljali kot pridevnik za vse živali, ki so lahko živele tako na kopnem kot v vodi, vključno s tjulnji in vidrami. Tradicionalno je razred dvoživk vključeval vse tetrapodne vretenčarje, ki niso amnioti. V širšem pomenu je bil razred razdeljen v tri podrazrede, dva od katerih sta že izumrla:
- podrazred Lepospondyli† (morda polifiletska skupina majhnih vretenčarjev, verjetno bolj sorodna amniotom kot podrazredu Lissamphibia)
- podrazred Temnospondyli† (raznolike živali iz poznega paleozoika in zgodnjega mezozoika, nekateri tudi veliki plenilci)
- podrazred Lissamphibia (vse moderne dvoživke)
  - Salientia (žabe, krastače in sorodniki): zgodnji trias do sedanjosti; 7711 danes živečih vrst v 57 družinah.[24] Moderne predstavnike imenujemo brezrepe dvoživke (Anura).
  - Caudata (močeradi, pupki in sorodniki): pozni trias do sedanjosti; 816 danes živečih vrst v 10 družinah.[24] Moderne predstavnike imenujemo repati krkoni (Urodela).
  - Gymnophiona (sleporili): pozni trias do sedanjosti; 222 danes živečih vrst v 10 družinah.[24] Zanje se uporablja tudi ime Apoda.
  - Allocaudata† (Albanerpetontidae): srednja jura do zgodnjega pleistocena

Število vrst se razlikuje med sistemi klasifikacije. Med najbolj uveljavljenimi sta tisti na spletišču AmphibiaWeb (izdaja Univerza Kalifornije, Berkeley) ter sistem herpetologa Darrela Frosta in Ameriškega prirodoslovnega muzeja, dostopen prek referenčne podatkovne zbirke Amphibian Species of the World. Po obeh je bilo v začetku julija 2024 znanih 8750 danes živečih vrst dvoživk, od tega skoraj 90 % brezrepih dvoživk.
Tradicionalno so dvoživke opredeljene kot tetrapodi s stadijem ličinke. Lissamphibia je podrazred, ki vsebuje najstarejšega skupnega prednika danes živečih dvoživk in vseh njegovih potomcev. Filogenija fosilnih dvoživk je še nejasna, morda se uvrščajo znotraj izumrlih skupin, kot so Temnospondyli (tradicionalno del labirintozobcev, ki so zdaj prepoznani kot parafiletska skupina) ali Lepospondyli, sodeč po nekaterih analizah pa celo med amniote. To pomeni, da so filogenetiki izločili veliko bazalnih skupin dvoživkam podobnih živali iz devona in krede, ki so bile po Linnejevi taksonomiji opredeljene kot dvoživke. Če je skupni prednik dvoživk in amniotov vključen med dvoživke, so dvoživke parafiletska in s tem po sodobni filogenetski taksonomiji neveljavna skupina, toda to še ni dorečeno.
Vse moderne dvoživke so uvrščene v podrazred Lissamphibia, ki velja za klad – skupino vrst, ki vsebuje tudi skupnega prednika vseh. Znotraj podrazreda so prepoznani trije redovi: Anura (brezrepe dvoživke), Caudata (repate dvoživke; tudi Urodela) in Gymnophiona (sleporili; tudi Apoda). Po eni od teorij so se močeradi razvili iz prednika, podobnega Temnospondylom, pa tudi sleporili so se morda razvili kot sestrska skupina naprednih, plazilcem podobnih dvoživk, s tem pa tudi amniotov. Znani so fosilni ostanki več predhodnikov žab s primitivnimi značilnostmi, najstarejša »prava žaba« s skakalnimi okončinami pa je Prosalirus bitis iz zgodnje jure (nahajališče Kayenta v Arizoni). Tudi sicer je po telesni zgradbi zelo podobna modernim žabam. Najstarejša znana fosila, ki pripadata sleporilom, sta Funcusvermis gilmorei (pozni trias) in Eocaecilia micropodia (zgodnja jura), prav tako iz Arizone. Najzgodnejši znani močerad je Beiyanerpeton jianpingensis iz pozne jure, odkrit na severovzhodu Kitajske.

## Evolucija
Dvoživke so se pojavile v devonu pred približno 370 milijoni let. Predvidoma so se razvile iz rib iz reda resoplavutaric (Crossopterygii). Prve dvoživke uvrščamo v skupino zavitozobcev (Labyrinthodonthia). So prehodna oblika med popolnoma vodnimi (ribe) in kopenskimi organizmi (plazilci). Podobno kot plazilci so dihale s pljuči, imele pa so več ribjih značilnosti (npr. luskasto kožo in plavutast rep). Dvoživke so bili prvi vretenčarji prilagojeni kopenskemu načinu življenja. Najpomembnejša značilnost so bile štiri noge, ki so se razvile iz plavuti. Pri dvoživkah so se tudi prvič razvile veke, ki vlažijo oko, imele pa so tudi razvit voh in jezik.